# Камышинка (Красноармейский район)
Камышинка — деревня в Красноармейском районе Челябинской области России. Входит в состав Луговского сельского поселения.

## География
Деревня находится на северо-востоке Челябинской области, в лесостепной зоне, на западном берегу озера Шувалды, к югу от озера Курлады, на расстоянии 29 километров (по прямой) к юго-западу от села Миасского, административного центра района. Абсолютная высота 189 метров над уровнем моря.

## Население
| 2002 | 2010 |
| ---- | ---- |
| 46   | ↗47  |

Гендерный состав
По данным Всероссийской переписи населения 2010 года в гендерной структуре населения мужчины составляли 48,9 %, женщины — 51,1 %.
Национальный состав
Согласно результатам переписи 2002 года, в национальной структуре населения русские составляли 83 %.

## Улицы
Уличная сеть деревни состоит из шести улиц.